# Skozi luči in sence
Skozi luči in sence je spominski roman emigrantskega pisatelja Rude Jurčeca iz leta 1966.

## Vsebina 1. knjige
V ponemčenem rojstnem kraju Ormožu vsi ekonomsko odvisni Slovenci govorijo nemško. Jurčeca na dan sarajevskega atentata nemško govoreči slovenski sovrstniki pretepejo. Bolj kot šola Slovence združuje cerkev, kjer ministrira. Večina dela je na ramah žensk. Na vaških pogrebih se srečuje s smrtjo, na žegnanjih pa z vaškimi običaji. Z očetom, izdelovalcem klobukov in mlajšo sestro se odpravi na Hrvaško, očetovo rojstno deželo. Ne razume, zakaj hrvaška duhovščina ni imela stikov s slovensko.
Med političnem dogajanjem in volitvami dopoldneve preživlja v knjižnici Čitalnice.  Začne se prva svetovna vojna.  Umre cesar Franc Jožef, z bojišča prihajajo žalostne novice. Po očetovi smrti se Jurčečeva družina preseli bližje cerkvi, zaradi pomanjkanja pa Ruda šolanja ne more nadaljevati na gimnaziji.
Ponudi se mu šolanje v Ljubljani in mama dovoli njegov odhod na gimnazijo ter bivanje v Marijanišču. Srečanje z Ljubljano ga močno zaznamuje. Po mestu se razširi španska bolezen in ljudje množično umirajo. Umre tudi Fran Štafe, urednik Slovenca. Na slovenski etnični meji odvzamejo tretjino narodnega ozemlja in skoraj pol milijona ljudi ostane pod Italijo. Šolanje glavnega junaka zaznamuje tudi smrt Ivana Cankarja in prihod Shakespearovega Hamleta na Ljubljanske odre.
Pariška mirovna konferenca se zaključi, ne da bi bil sklenjen dogovor o slovenskih mejah na zahodu, plebiscit na Koroškem je izgubljen, Rapalska pogodba pa pusti Italiji vse slovensko zasedeno ozemlje. V obdobju šolanja na politični visoki šoli v Parizu posebno živo prikaže Terseglava, Pina Mlakarja, Lamberta Ehrlicha, profesorja Tomca (Ivan Tominec?) in Antona Korošca. Misli in doživljanje sveta so neprestano pri koreninah, rasti, problemih in ciljih slovenstva.

## Vsebina 2. knjige
V Parizu študira na politični visoki šoli. Mnogi so ga prepoznali kot pripadnika slovanskega naroda. S francosko kulturo se je srečal že v mariborski gimnaziji. Prijatelj Vilko Fajdiger ga je spoznal z mnogimi Slovenci v Parizu. To so bili Ivan Ahčin, Lojze Kuhar, Janžekovič, Bebler. Slednji ga je spodbudil, da je postal dopisnik za časopise. Tako se je začel ukvarjati z žurnalizmom, kar mu je predstavljalo glavni vir dohodkov. Član uredništva časnika Slovenec je bil od leta 1934.
Francija je bila politični center. V Franciji je vzniknila demokracija in se širila po vsej Evropi. V politiko ga je uvajal Kuhar. Povezal se je s poslancem Ernestom Pezetom, ki mu je večkrat uredil srečanja s predstavniki strankarskega vodstva, opravil intervjuje in jih objavil v Slovencu.
Zadnje leto bivanja v Parizu mu je pri Mednarodnem krožku katoliških akademikov prineslo posebno odlikovanje. Podpredsednik je bil vedno akademik – inozemec in tisto leto so izbrali prav njega. Po diplomskem izpitu mu je predsednik Katoliškega tiskovnega društva Gregor Pečjak kot lastnik Slovenca zagotovil dodatno leto bivanja in ustvarjanja v Parizu.
Ko je politično zanimiva postala Nemčija, se je odpravil v Stuttgart, od koder je pisal novo rubriko: Hitlerjev večer. Tudi v Berlinu se je želel pokazati tamkajšnjim časnikarjem in sodelovati z njimi. Berlin je opisal kot mesto brez telesa in brez duše. Z mestom se ni mogel povezati, zato je odhajal raziskovat okolico in takrat v glavi zbiral misli za nov članek. Berlin ni imel politične šole, a je bila univerzi priključena fakulteta za žurnalizem, kjer je svoje znanje izpopolnjeval.
Z dopolnjenim 26. letom se je moral vrniti v Ljubljano in odslužiti vojaški rok. Takrat je mnogo pisal za Besedo in Hramove zapiske. Soustvarjal je pri filmu Srce in postal sodelavec revije Sodobnost in Delavski pravici, kjer je pisal o mednarodnih problemih in o slovenski notranji politiki.
Bil je pod stalnim nadzorom, ker so ga oblasti sumile širjenja komunizma. Celo aretirali so ga in ga za nekaj časa poslali v Rim. Ko se je politična situacija nekoliko umirila, se je vrnil v domovino in vstopil v vodstvo Slovenske ljudske stranke. Uresničile so se mu knjižni načrti: Založba Hram mu je pomagala izdati monografije o Jožetu Župančiču in Cankarju ter knjigo o političnih idejah 19. stoletja. Poskrbel pa je tudi, da je Beseda doživela še zadnji izid.

## Vsebina 3. knjige
Mirko Javornik mu izroči v oblikovanje revijo Besede. Tiskali so jo v Zvezni tiskarni. Pred leti je tam izhajal dnevnik Jugoslavija, glasilo takrat mnogo obetajoče Narodno socialistične stranke. Leta 1934 se je začel spraševati o aktualni slovenski politični stvarnosti in se odločil napisati knjigo o Kreku. Obiskal je Buenos Aires, Ljubljano, Maribor, Hvar, Zagreb. Vsa leta se je dobival s politikom in diplomatom Antonom Korošcem. Razložil je njegovo politiko in pogled na slovenski narod. Korošec rešitve ni iskal drugje kot znotraj okvira Jugoslavije. Njegova nenavadna smrt se mu zdi skrivnostna. Na dan njegove smrti je bil na Braču in vozovnico do tja mu je plačal prav on.
Obiskal je Francijo in Nemčijo. Sredi marca 1935 mu je Ivan Ahčin sporočil, da lahko postane dopisnik najpomembnejše svetovne agencije Havas v Parizu za Slovenijo. Jurčec je postal član masonske lože, katere člani so bili tudi Anton Ocvirk, Jože Vilfan, Fran Petre in Gorazd Kušelj. V času didakture je postal član uredništva pri Slovencu. Zunanjepolitični urednik lista je bil Lojze Kuhar. Po počitnicah v Mentonu ga je v Ljubljani obiskal Mirko Javornik.
Druge svetovne vojne je konec in Ahčin mu iz Rima pošilja članke in dopise ter mu prepusti uredništvo lista Slovenec.

## Kritike, literarna zgodovina
"Ruda Jurčec je predsednik Slov.Kult.Akcije in v zadnjem času je postal posebno znan po svoji najnovejši knjigi Skozi luči in sence. Knjiga je povsod zbudila veliko zanimanje. Iz Toronta v Kanadi je že 31. oktobra nekdo pisal avtorju: "Te dni se v Torontu mnogo govori o Vas in Vaši knjigi. Skoraj vsa je že razprodana. Vsakdo, ki jo je kupil, je ponosen, da imamo v emigraciji tako knjigo ..." (Ambrožič 1965)
"Pisanje — in branje — spominov je pogovor s časom; avtor knjige Skozi luči in sence, katere drugi del je izšel letos marca, nam je v predavanju o sodobni memoarni literaturi sam postregel z vrsto pričevalcev, ki so te ali one važne dobe v svojem življenju osvetlili v bolj ali manj literarni obliki dnevnika ali pa časovno svobodnejšega opazovanja in razmišljanja. V vrsto intimnega zapisovanja spadajo pisma, izpovedi, življenja. /.../ Tako močno se je razvila in okrepila ta literarna zvrst, da je opus kakega javnega delavca in pisatelja nepopoln, če ne zapusti toplejših in človeško bližnjih podatkov o svojem življenju in času.
Drugi del velike zamisli Skozi luči in sence, ki se razpenja v letih 1929−1935 vpada v dvoje obdobij pisateljevega življenja: bivanje v Parizu in, po dovršenem študiji, prva leta ljubljanske dobe. Sploh bi morali celotno delo Skozi luči in sence (1914-1958) razdeliti na štiri glavna obdobja, ki jih pisatelj živi v štirih mestih: Ormož, Pariz, Ljubljana, Buenos Aires. Vsako teh obdobij je obarvano s posebno lučjo in vsako nosi svoje sence. /.../ Literarno zastavljeni spomini dajejo zgodovini vedno nekaj smisla, ki ga zgodovina sama nima. Ustvarjajo časa živo polnost in poleg tega prečiščajo njegove poetične prvine. Doživetja, ki jih zapisuje pisatelj "Luči..." iz Pariza, so neposredno polna in konkretna tudi ob srečanjih, ki so bila bežna in tudi ob osebnostih, katerih podobe gledamo danes že obledele in daljne.
"Pisanje memoarov je obenem literatura in žurnalizem. Lahko je močna literatura, ki ima pridih tiste zvrsti zapisov v pozitivnem pomenu, kjer človeka k pisanju žene notranja sila ob intenzivnosti močnega in edinstvenega doživetja. Ampak avtor Luči in senc išče za sto in sto stranmi svoje knjige v lahkotnem, skoraj poetičnem zanosu, zapis zunanje stvarnosti, ki je predelana in pretehtana v dostikrat metafizičnem osnovnem razpoloženju. /.../" Gotovo je, da je knjiga spominov Skozi luči in sence zajela zaradi svoje prikupnosti pripovedovanja širok krog občinstva. Tudi je gotovo, da niso spomini, dnevniki ali zapisi osebnih doživetij nikdar absolutna, znanstveno objektivna definicija časa, dogodkov in oseb. Ta vrsta literature je in mora biti obarvana s pisateljevo očesno in duševno barvo. Jurčecev slog je duhovit, ravnotežen in bogat. Vsekakor je knjiga dokaz Jurčeceve volje dvigniti zvrst spominskih študij in zapiskov na najvišjo raven." (Papež 1969)
"Ta knjiga se razlikuje od vseh naših dosedanjih knjig spominov. Avtor odkriva razvoj in ga organično povezuje z utripom kraja, pokrajin in cele Slovenije /.../ Bravec kar zadiha ozračje tega časa in večkrat ostrmi pred značilnostmi ustanov in gibanj." (Geržinič)
"Spomini so obširno platno, na katero je Jurčec nanesel lastno realistično podobo in podobe slovenskega naroda od konca prve svetovne vojne do 1941, v njih pa odsevajo tudi razmere v Franciji in Nemčiji, kjer je živel in ju dobro poznal. Spomini se berejo kot zanimiv roman, ki je poln življenja, spoznanj, sodb, žalosti in veselja, a tudi prešernega smeha. Dokazal je, da zna poustvarjati dogodke in občutja, da je poleg diplomanta tudi pravi pisatelj." (Žitnik, Glušič, 1999)
"Jurčec piše duhovito, zanimivo, napeto, dogajanje prekinja z liričnimi vložki, razmišljanji in filozofiranjem v slogu najboljših francoskih političnih piscev. Vse dogajanje podaja skozi lastno doživetje, zato redko navaja tuje vire, največkrat le v primerih, ko jih popravlja ali dopolnjuje. Jurčec je v spominih in intelektualec, ki zna izbrati prav tisto, kar je bistveno in pomembno". (Glušič, Žitnik, 1999)
"Knjiga je po vsebini in odkritem podajanju razmer v Sloveniji in po svetu nekaj posebnega. Jurčec je z njo dokazal, da je bil med redkimi Slovenci, ki je znal "brati" veliki svet, ki je znal določiti tipčno slovenske komplekse (provincialnost), ko je spoznal, kako nacije res žive, kako žive katolicizmi s svojim zgodovinskim profilom." (Andrej Rot, Republika Duhov, 109)